# كهف ياريمبورجاز
كهف ياريمبورجاز (بالتركية: Yarımburgaz Mağarası)‏ هو كهف ذو أهمية أثرية وحفريات كبيرة، يقع في محافظة إسطنبول، تركيا.

## الموقع
يقع كهف ياريمبورجاز على بعد حوالي 20 كم (12 ميل) غرب مدينة إسطنبول، وحوالي 1.5 كم (0.93 ميل) شمال بحيره كوتشوك شكمجة وجنوب سد سازليدير. وهي تقع في منطقة تُعرف اليوم باسم ألتن شهير، داخل حي غوفرجين تيبي في منطقة باشاك شهير.

## وصلات خارجية
- F. Clark Howell (31 ديسمبر 2010). Culture and Biology at a Crossroads: The Middle Pleistocene Record of Yarimburgaz Cave (Thrace, Turkey). Istanbul: Ege Yayinlari. ص. 400. ISBN:978-6055607265.\